# Club Patín Alcorcón
Le Club Patín Alcorcón ou CP Alcorcón est un club de rink hockey de la ville de Alcorcón en Espagne. Au cours des années 2010, l'équipe féminine du club évolue au plus haut-niveau espagnol et remporte la coupe d'Europe en 2014. 

## Histoire
Le club est fondé en 1982 et est principalement connu pour son équipe féminine de rink hockey. Il possède également une équipe masculine qui évolue en Ok Liga Bronce, lors de la création de cette troisième division lors de la saison 2018-2019. 
En 2009, l'équipe féminine est vice championne du championnat derrière le  CP Gijón Solimar et seconde également en coupe après avoir concédé la défaite en finale face au CP Vilanova. 
La saison suivante, elle atteint la finale de la coupe d'Europe pour la première fois, mais s'incline face au CP Gijón Solimar. Néanmoins, le 16 mars 2014, elle est s'impose en Coupe d'Europe face aux françaises du CS Noisy-le-Grand. 

## Palmarès
- Coupe d'Europe : vainqueur en 2014
- Ok Liga : 2e en 2009
- Coupe d'Espagne : 2e en 2009 et 2013

### Source de la traduction
- (es) Cet article est partiellement ou en totalité issu de l’article de Wikipédia en espagnol intitulé « Club Patín Alcorcón » (voir la liste des auteurs).